# Ammar Murajdża
Amar Meridja (ar. عمار مريجة ;ur. 17 marca 1976) – algierski judoka. Czterokrotny olimpijczyk. Zajął dziewiąte miejsce w Atlancie 1996; odpadł w eliminacjach w Sydney 2000 i Atenach 2004 i 21. miejsce w Pekinie 2008. Walczył w wadze ekstralekkiej, półlekkej i lekkiej.
Piąty na mistrzostwach świata w 2001; siódmy w 1997; uczestnik zawodów w 1999, 2003, 2005 i 2007. Startował w Pucharze Świata w latach 1996-2000 i 2008. Srebrny medalista igrzysk śródziemnomorskich w 1997 i brązowy w 2001. Mistrz igrzysk afrykańskich w 1999, 2003 i 2007; trzeci w 1995. Dziesięciokrotny medalista mistrzostw Afryki w latach 1996 - 2008. Trzeci na MŚ wojskowych w 1998 roku.

## Letnie Igrzyska Olimpijskie 1996
| Konkurencja | Eliminacje            | Eliminacje              | Eliminacje              | Repasaże               | Klas. końcowa |
| Konkurencja | Przeciwnik I          | Przeciwnik II           | 1/4                     | Przeciwnik I           | Miejsce       |
| ----------- | --------------------- | ----------------------- | ----------------------- | ---------------------- | ------------- |
| 60 kg       | Roman Nováček (TCH) Z | Roberto Naveira (ESP) Z | Tadahiro Nomura (JPN) P | Nikołaj Ożegin (RUS) P | 9.            |

## Letnie Igrzyska Olimpijskie 2000
| Konkurencja | Eliminacje           | Klas. końcowa |
| Konkurencja | Przeciwnik I         | Miejsce       |
| ----------- | -------------------- | ------------- |
| 66 kg       | Alex Ottiano (USA) P | I runda.      |

## Letnie Igrzyska Olimpijskie 2004
| Konkurencja | Eliminacje            | Eliminacje        | Eliminacje          | Repasaże            | Klas. końcowa |
| Konkurencja | Przeciwnik I          | Przeciwnik II     | 1/4                 | Przeciwnik I        | Miejsce       |
| ----------- | --------------------- | ----------------- | ------------------- | ------------------- | ------------- |
| 66 kg       | Ameen El-Hady (EGY) Z | Ehud Vaks (ISR) Z | Jozef Krnáč (SVK) P | Óscar Peñas (ESP) P | IV runda.     |

## Letnie Igrzyska Olimpijskie 2008
| Konkurencja | Eliminacje                   | Klas. końcowa |
| Konkurencja | Przeciwnik I                 | Miejsce       |
| ----------- | ---------------------------- | ------------- |
| 73 kg       | Konstantin Siemionow (BLR) P | 21.           |